# Akcja krzesińska

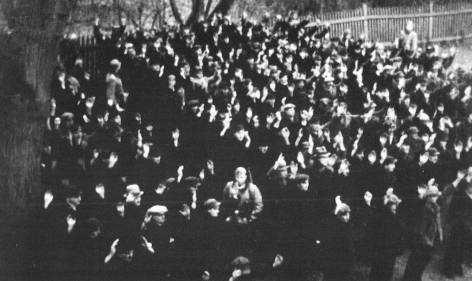
Polscy mieszkańcy zgromadzeni na placu przykościelnym w Krzesinach

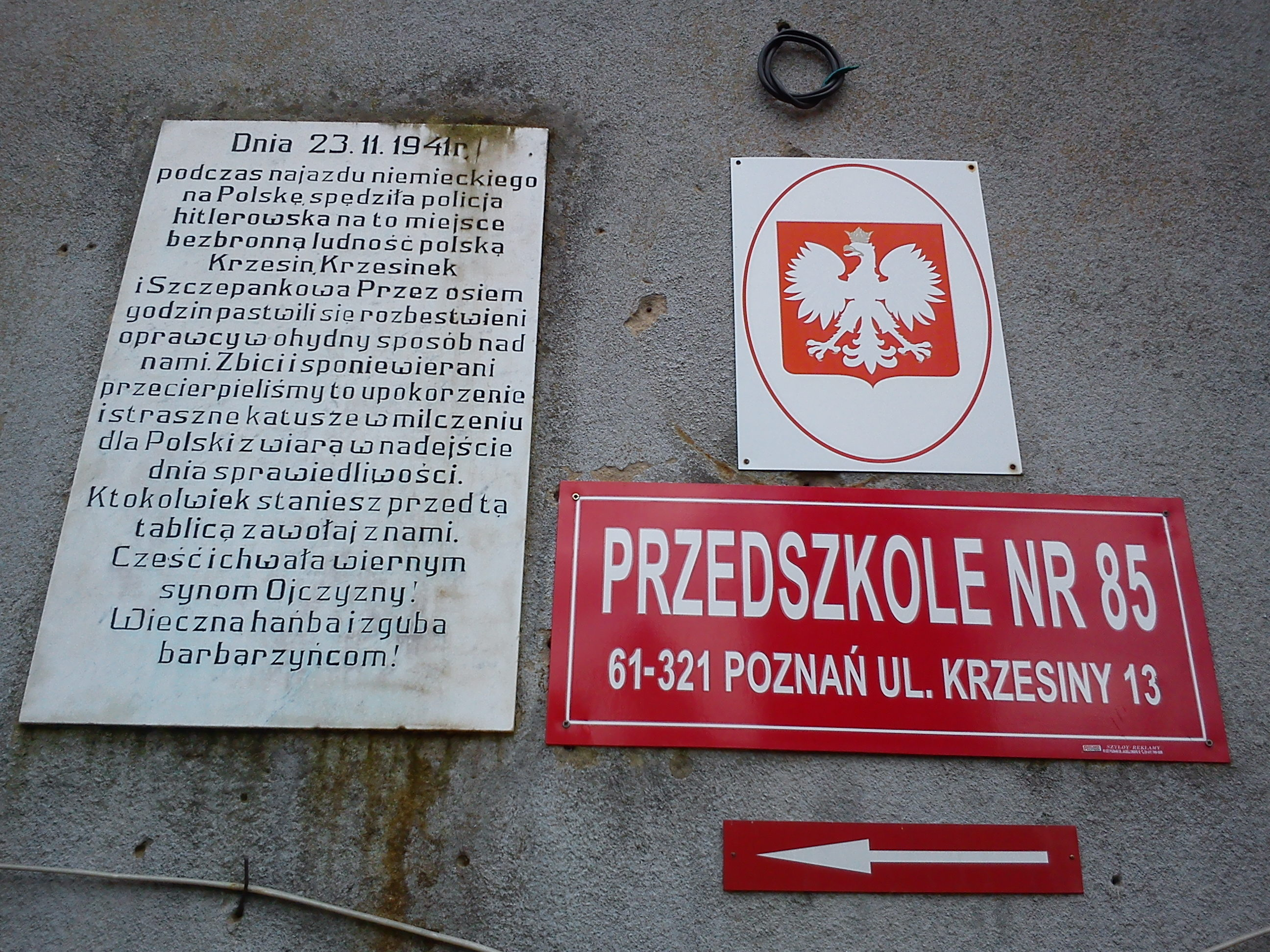
Tablica pamiątkowa

Akcja krzesińska – wydarzenia w nocy z 22 na 23 listopada 1941 roku, do jakich doszło na poznańskich Krzesinach.

## Geneza i przebieg
Akcja stanowiła odwet okupantów niemieckich (policji) na polskich mieszkańcach okolicy za anonim z groźbami, wysłany pod adresem lokalnego komendanta policji Spitzera. W nocy 22 listopada Niemcy wyrzucili z domów Polaków z Krzesin, Krzesinek i Szczepankowa. Następnego dnia około 5 rano zgromadzono wszystkich przy krzesińskim kościele, na podwórzu szkolnym, co odbyło się w towarzystwie gróźb i przekleństw. Do godziny 14 trwało katowanie mieszkańców – bicie kijami, kopniaki i gimnastyka, czyli bieganie wokół kościoła i skakanie przez przeszkody. Nieprzytomnych polewano wodą. Kobiety były zmuszone do przyglądania się zbrodni.
Mimo tych zabiegów nikt nie przyznał się do napisania groźby. Wobec tego przeprowadzono próbę pisma – każdy z mieszkańców musiał napisać swój adres pocztowy na kartce. Również ta próba nie przyniosła wykrycia winnego. W związku z powyższym przystąpiono do dalszego katowania mieszkańców, między innymi poprzez zastosowanie ścieżki zdrowia – biegania przez szpaler bijących kijami Niemców. W budynku szkolnym wygalano na głowach ofiar łyse place i dalej bito kijami, po czym wyrzucano powtórnie na ścieżkę zdrowia i kopano najsłabszych. Ostatecznie sprawa groźby nie została rozwiązana.

## Upamiętnienie
Dla upamiętnienia tamtych wydarzeń 25 listopada 1945 roku na elewacji budynku Państwowego Przedszkola nr 85 przy ulicy Krzesiny 13 (dawnego dworu krzesińskiego) umieszczona została tablica upamiętniająca miejsce wydarzeń:

Dnia 23.11.1941 r.
podczas najazdu niemieckiego na Polskę spędziła policja hitlerowska na to miejsce bezbronną ludność polską Krzesin, Krzesinek i Szczepankowa. Przez osiem godzin pastwili się rozbestwieni oprawcy w ohydny sposób nad nami. Zbici i sponiewierani przecierpieliśmy to upokorzenie i straszne katusze w milczeniu dla Polski z wiarą w nadejście dnia sprawiedliwości.
Ktokolwiek staniesz przed tą tablicą zawołaj z nami:
Cześć i chwała wiernym synom Ojczyzny.
Wieczna hańba i zguba barbarzyńcom!